# Felsentherme Bad Gastein

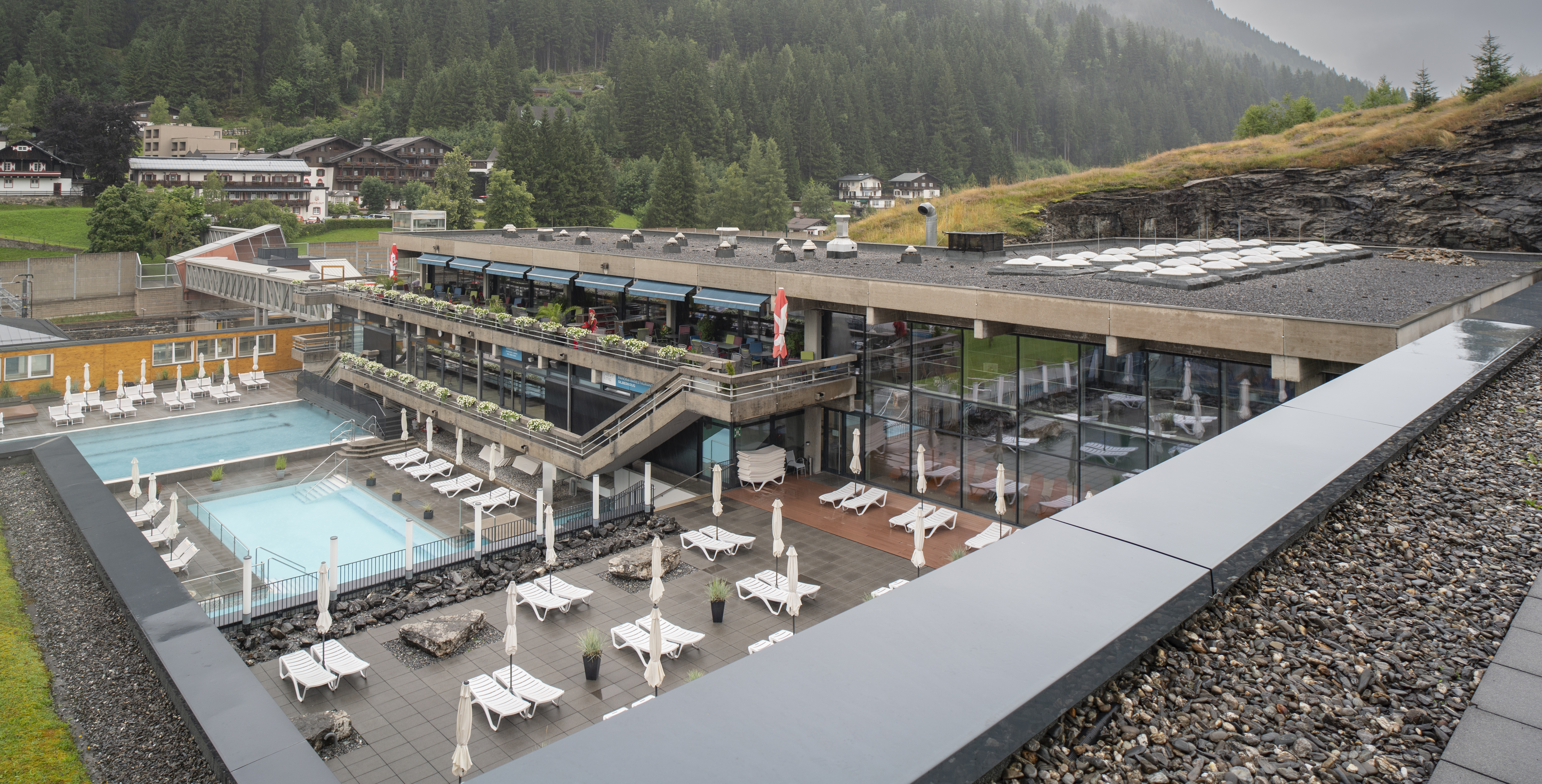
Felsentherme in Bad Gastein

Die Felsentherme Bad Gastein steht in der Gemeinde Bad Gastein im Bezirk St. Johann im Pongau im Land Salzburg.

## Geschichte
Die Anlage wurde  als Felsenbad von 1967 bis 1968 nach den Plänen des Architekten Gerhard Garstenauer erbaut.

## Architektur
Aufgrund der Topographie war das Freibecken örtlich festgelegt, also wurde für das Hallenbad der Platz aus dem Felsen gesprengt; im Gebäude wurden Teile der natürlichen Felsen sichtbar belassen. Das Gebäude ist ein schalrein belassener Betonskelettbau, dem Betonfertigteile bei Brüstungen und Geschoßkanten vorgesetzt wurden. Innen dominieren bei Raumtrennungen Holz und Glas.

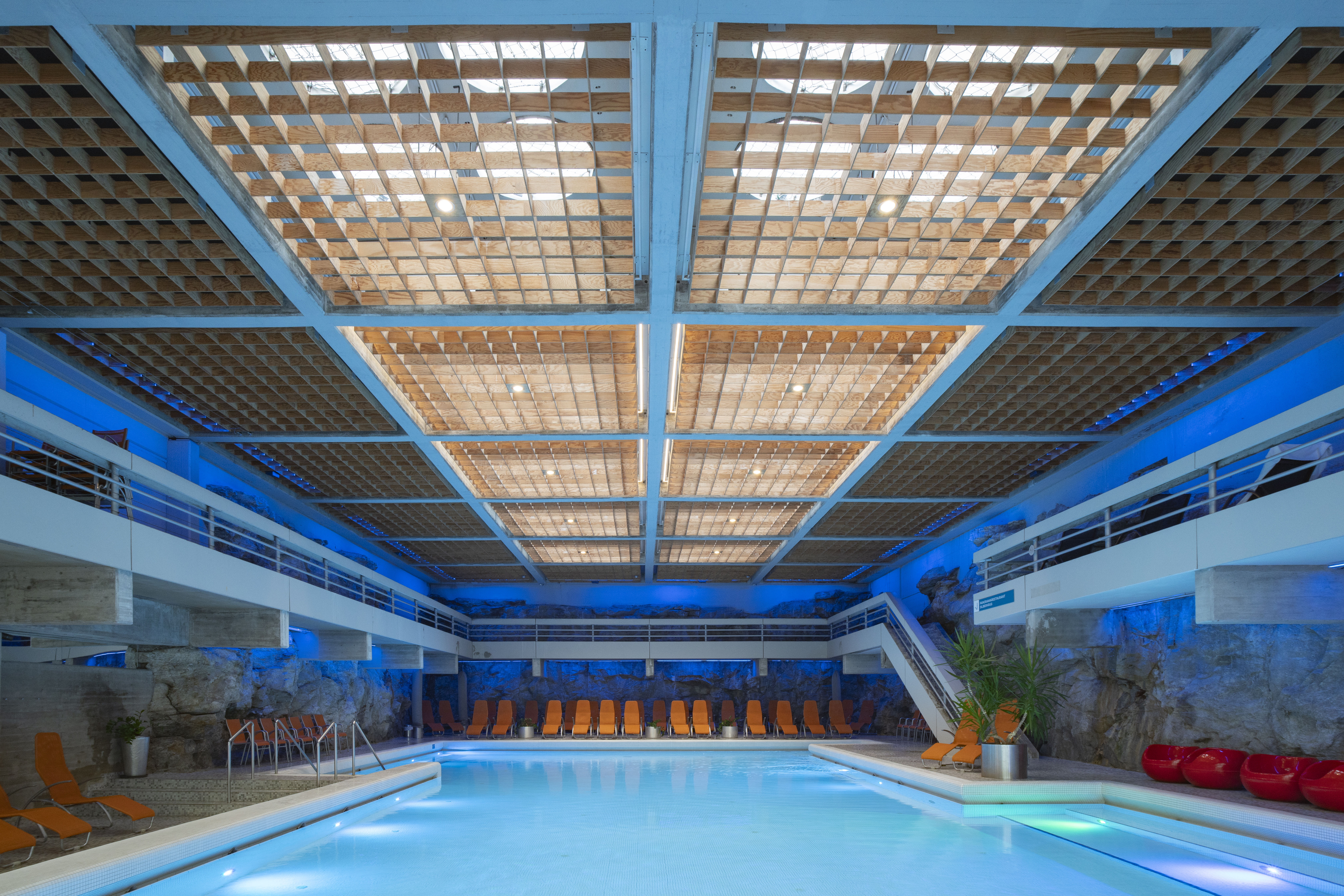
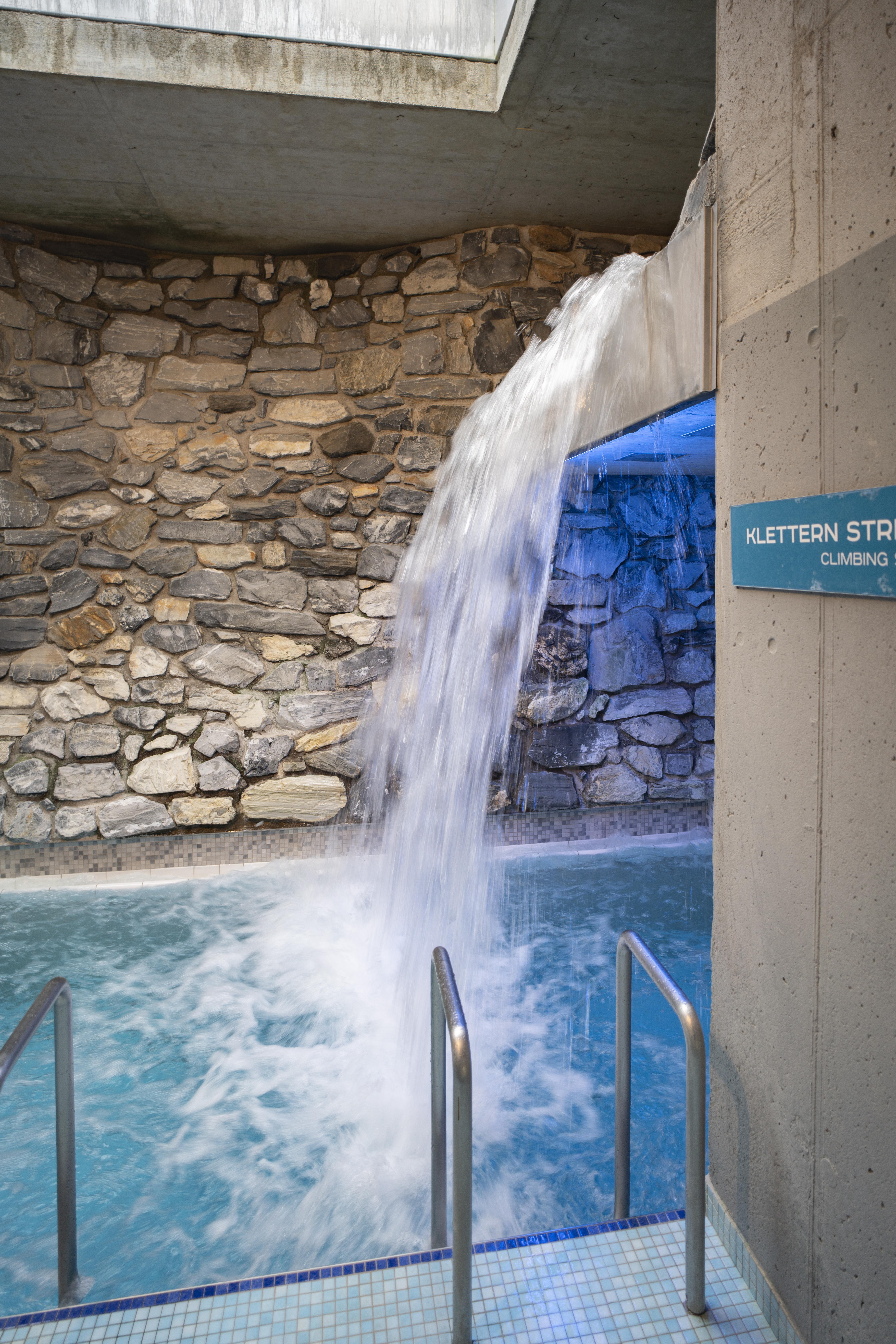
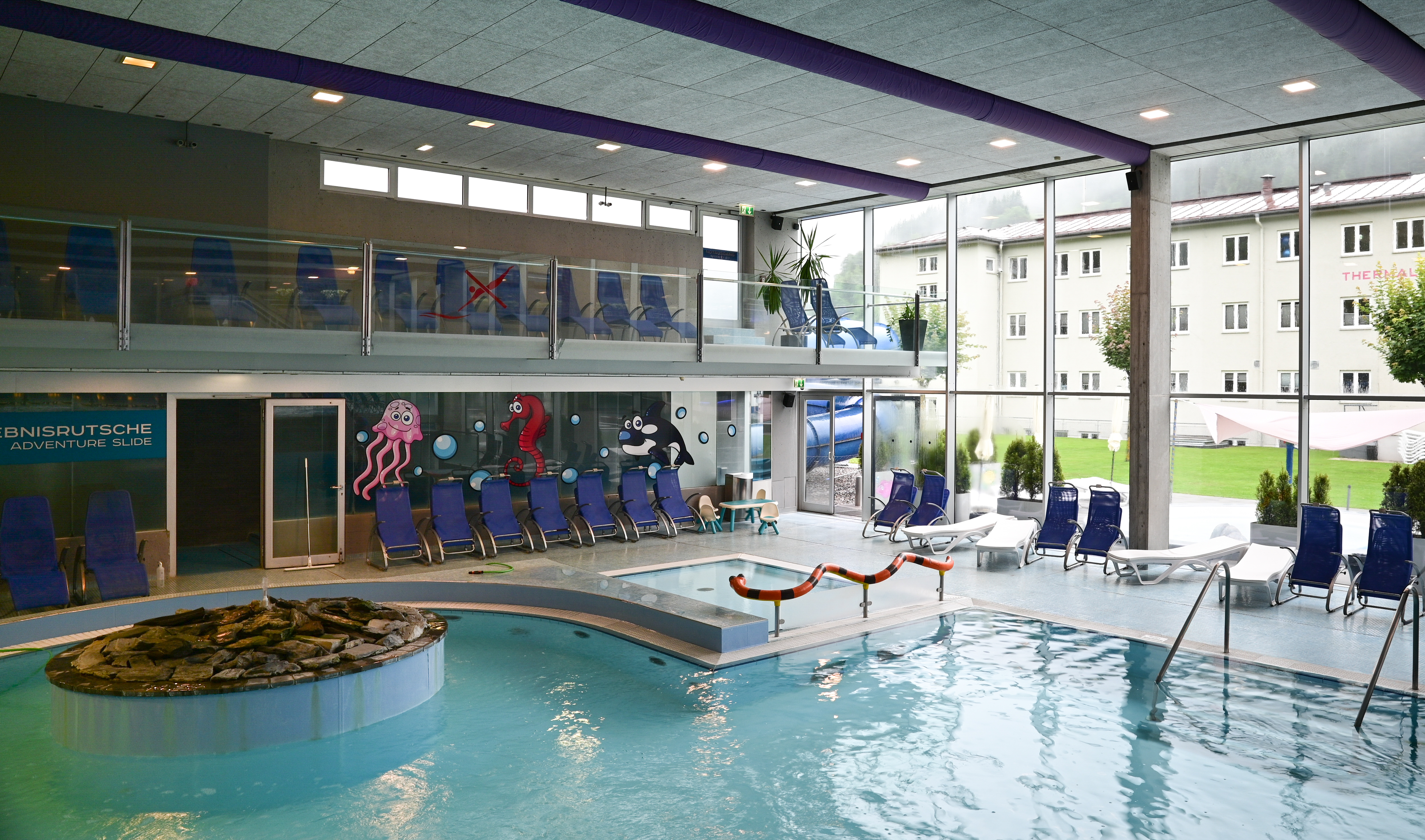
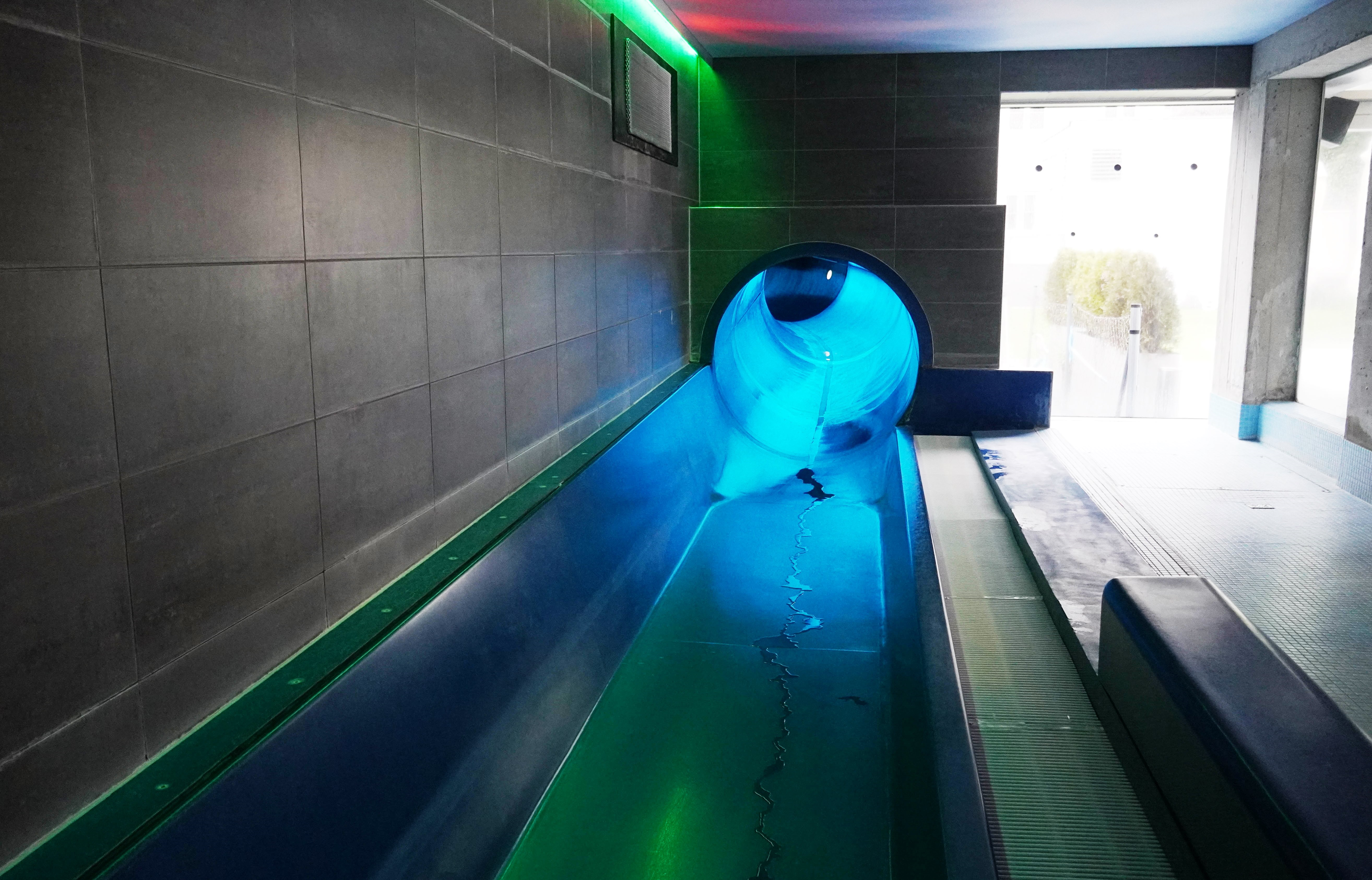
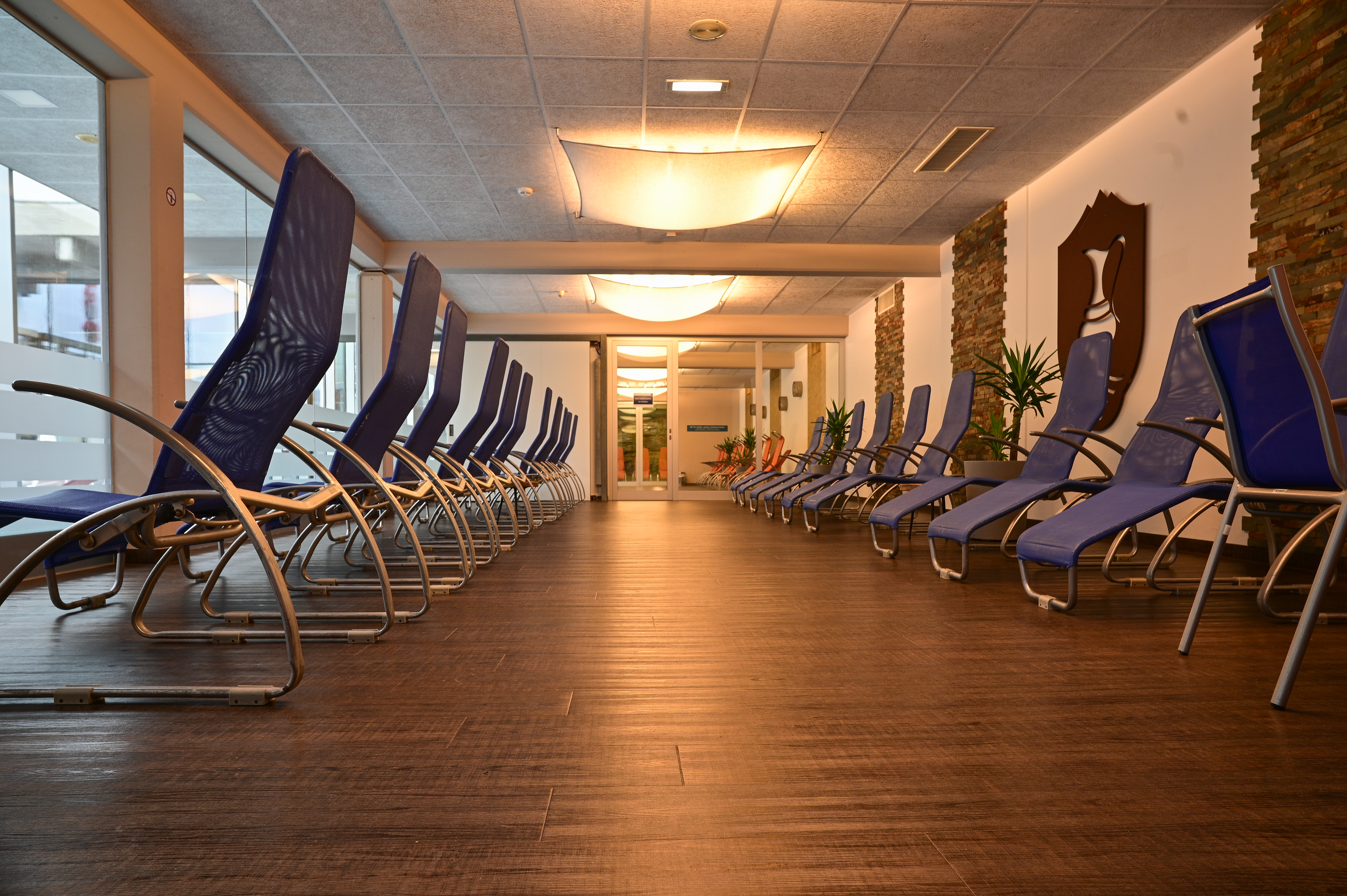
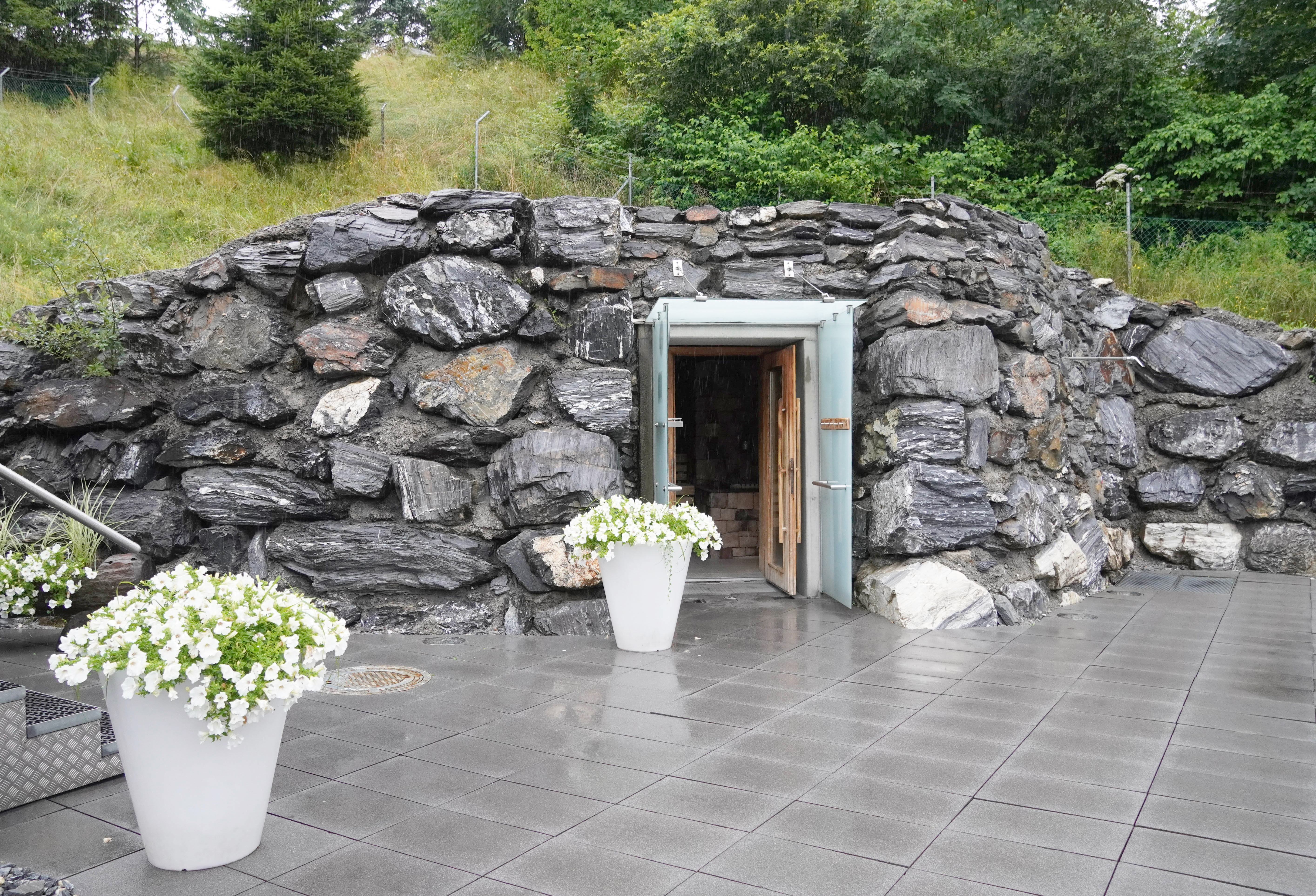
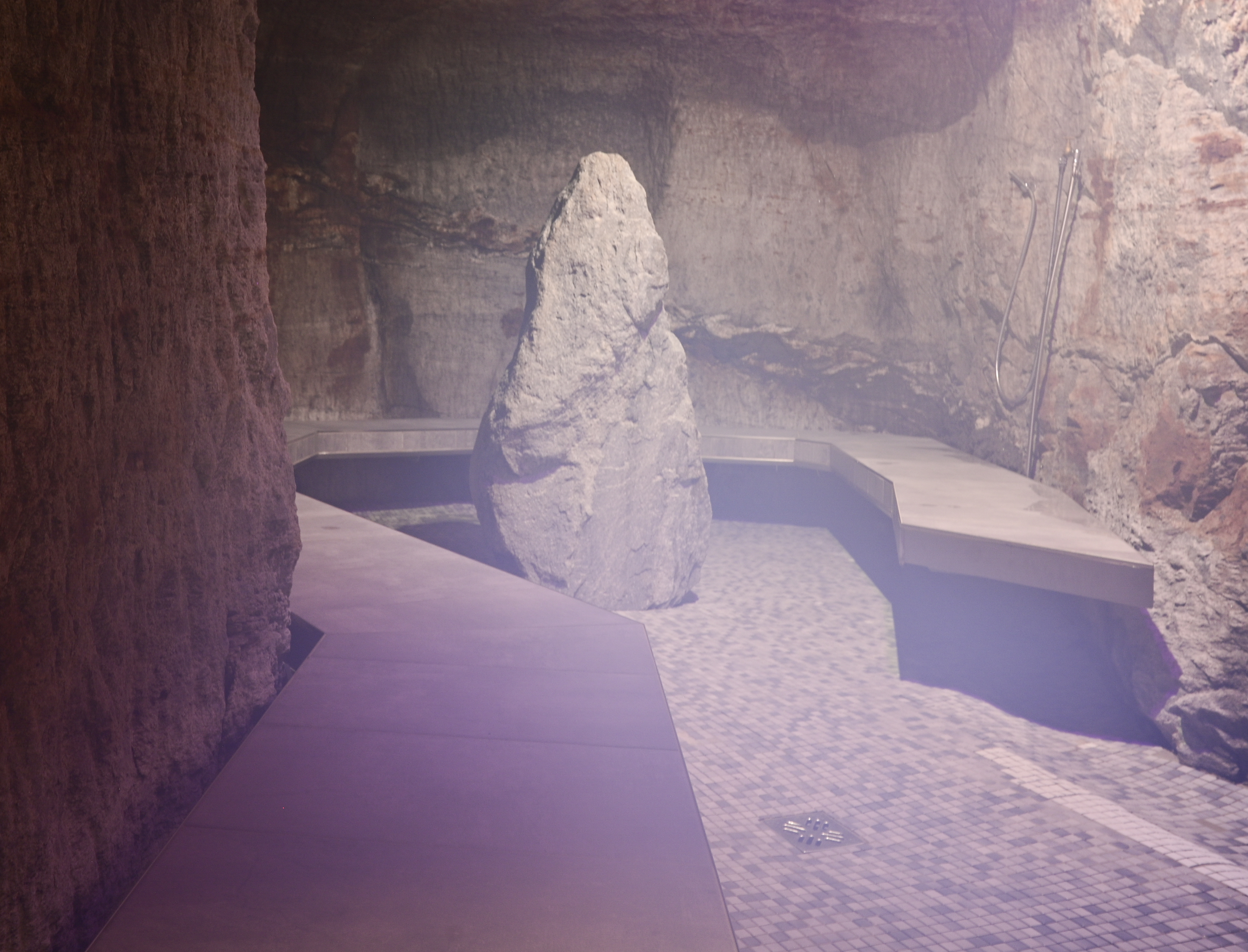
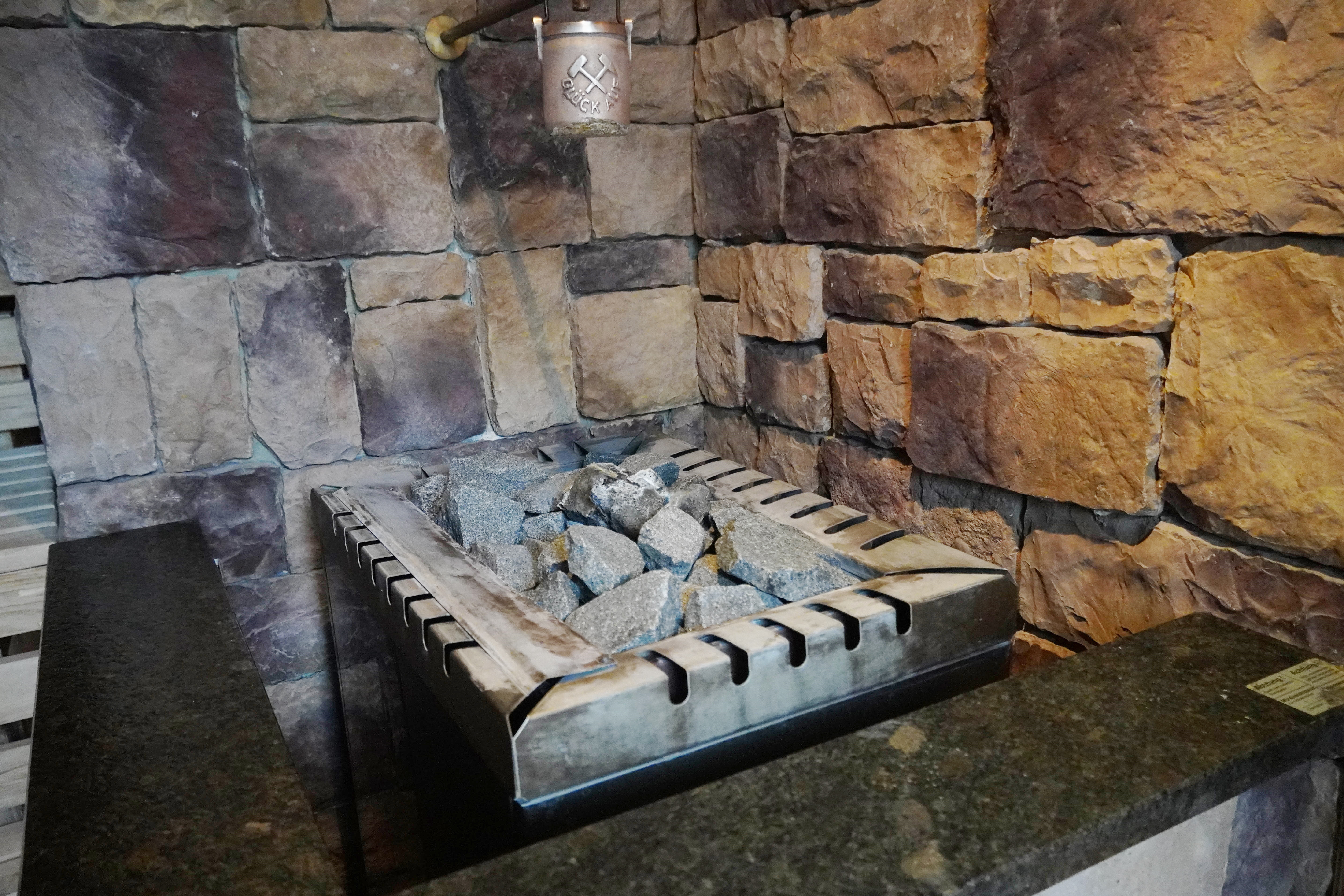

## Auszeichnungen
- Österreichischer Bauherrenpreis 1968